# Ориго, Айрис
Леди Айрис Маргарет Ориго (англ. Iris Origo), маркиза Валь-д’Орча (итал. Val d’Orcia), урождённая Каттинг (15 августа 1902 — 28 июня 1988) — англо-ирландский биограф и писательница. Большую часть жизни прожила в имении Ла-Фоче, Кьянчано-Терме, Тоскана, которое они с мужем приобрели в 1920-х годах. В годы Второй мировой войны принимала активное участие в спасении детей беженцев, противников режима и заключённых, а также другую активность в борьбе с итальянским фашизмом.

## Биография
Айрис родилась в Бичвуд Коттедж, Бёрдлип, Глостершир, Англия. Была старшей дочерью Вильяма Байярда Каттинга и леди Сибил Куфф (дочери лорда Десарта, ирландского пэра).
Детство Айрис прошло в Италии, однако в школу она пошла уже в Лондоне, где сначала получила общее образование, затем в основном домашнее образование под руководством профессора Солона Монти, французских и немецких гувернанток. В 1922 году она отправилась в Соединённые Штаты познакомиться со страной и войти в общество. В том же году она увлеклась молодым шотландским бизнесменом Колином Мак-Кензи, который, кстати, как оказалось, работал в Милане.
4 марта 1924 Айрис вышла замуж за Антонио Ориго, внебрачного сына маркиза Клементе Ориго. Они приобрели имение Ла-Фоче под Монтепульчано близ Сиены. Имение находилось в плачевном, сильно запущенном состоянии, но было восстановлено в прежнем виде в результате долгой, огромной и тяжёлой работы, ухода и внимания. 24 июня 1925 у них родился сын, Жан Клемент Байярд («Джанни»), который умер от менингита в возрасте семи лет 30 апреля 1933), затем две дочери — Бенедетта (род. 1 августа 1940) и Доната (род. 9 июня 1943).
Во время Второй мировой войны семья Ориго оставалась в Ла-Фоче и заботились о детях беженцев, которые были размещены там. После капитуляции Италии Айрис Ориго защищала и помогала многим беглецам и бывшим военнопленным, которые стремились пробиться через немецкую линию фронта или просто хотели выжить. Её дневники того времени, «Война в Валь-д’Орча», были первой из её книг, которая стала популярной, получив как множество критики, так и успеха.
После войны она делила своё время между Ла-Фоче и Римом, где супруги Ориго купили квартиру в Палаццо Орсини, и целиком посвятила себя писательству. Они также часто проводили отпуск в Льи Скафари, в доме, построенном архитектором Сесилом Пинсентом (англ. Cecil Pinsent) (1884—1963) для матери Айрис в Леричи, в провинции Ла Специя.
Антонио Ориго умер 27 июня 1976. Айрис Ориго умерла в своём доме в Тоскане 28 июня 1988, в возрасте 85 лет.

## Награды
- В 1967 Айрис Ориго была избрана членом Американской Академии Искусств и Наук.
- 31 декабря 1976 ей было присвоено звание Дамы Командора Ордена Британской империи «за вклад в развитие культурных интересов Британии в Италии и Англо-Итальянских связей».

## Наследие
Каждый год, в июле, в имении Ла Фос проводится музыкальный фестиваль её памяти. Он организован её внуком, виолончелистом Антонио Лизи, и проводится с 1989 года, начиная через год после её смерти.